# Parti communiste de la Syrie et du Liban
Le Parti communiste de la Syrie et du Liban (arabe : الحزب الشيوعي السوري اللبناني al-hizb al-shuyū'ī al-sūrī al-lubnānī) était un parti communiste fondé en 1924 par l’Égyptien d’origine libanaise Fouad Chemali, le Libanais Youssef Yasbek et l’Arménien Artin Madoian. Son secrétaire général en a été le Kurde damascène Khalid Bagdache dès 1936. Le parti était présent au Liban et en Syrie. Les branches syrienne et libanaise du parti se séparent officiellement en 1964 afin de constituer chacune un parti indépendant. 

## Histoire
Entre 1925 et 1927, les communistes soutiennent en Syrie l’insurrection lancée contre le pouvoir français par Sultan el-Atrache, matée dans le sang. Ils en paieront lourdement le prix, leur publication sera fermée, leurs militants jetés en prison, leurs cadres exilés. 
Le parti, réduit à la clandestinité, s’organise, se restructure à travers deux conférences secrètes tenues en 1928 et 1930. La seconde, tenue à Gemmayzé, débouche sur l'élection d'un nouveau Comité central et l'adoption officielle du nom de Parti communiste. Le programme du parti est publié un an plus tard, le 7 juillet 1931, et insiste en particulier sur les questions sociales. Très progressiste pour l'époque, il réclamait la réduction de la durée du travail à 8 heures, un salaire minimum, l’hygiène sur les lieux de travail, la Sécurité sociale, des indemnités chômage, le préavis de licenciement avec un mois d’indemnité par année de travail, un congé annuel payé d’un mois et diverses mesures concernant plus spécifiquement les paysans et ouvriers agricoles. Ce programme traitait également de questions démocratiques et de la fraternité entre les peuples.
Fu'ad al-Shimali a représenté le parti au sixième congrès de l’Internationale communiste en 1928.
En 1934, lors d’un congrès tenu à Zahlé sur initiative du parti, des intellectuels renommés de Syrie et du Liban lancent un appel à la réalisation d’une union arabe s’étendant du Golfe à l’Atlantique (Afrique du Nord).
Dans les années 1930, le parti combat l'attrait que pouvait exercer le fascisme sur certains nationalistes qui imaginaient que celui-ci se proposait de libérer les Arabes de la colonisation britannique et française. L'écrivain communiste Raif Khoury indique au contraire que le fascisme « croyait fermement en la colonisation et se préparait pour la conquête ». Le secrétaire général du parti Khaled Bagdache, lors du premier congrès syro-libanais pour la lutte contre le fascisme (1939), s'oppose à l'attitude « neutraliste » adoptée par une partie du mouvement nationaliste dans le conflit opposant les pays démocratiques aux pays fascistes.
Sous l’occupation française, le parti était une organisation clandestine. Il a été brièvement légalisé sous le gouvernement du Front populaire, puis a été interdit à nouveau en 1941. Pendant la Seconde Guerre mondiale, les communistes libanais et syriens ont été traqués, leur presse fermée et leurs cadres emprisonnés par les autorités vichystes.
Le Parti communiste a été scindé fin 1943 en Parti communiste syrien et en Parti communiste libanais, mais cette décision n'est devenue effective qu'en 1964 ; dans l'intervalle un Comité central et un Bureau politique communs ont été maintenus.